# يناير 1910

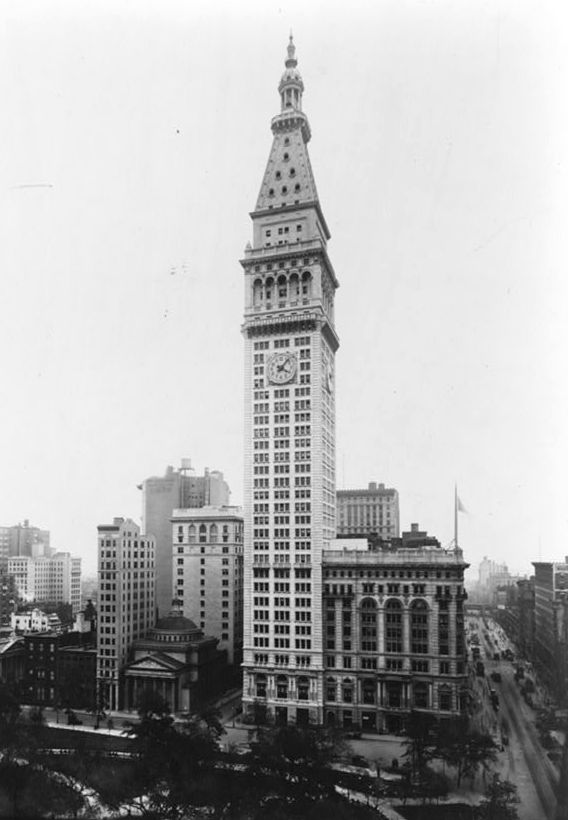
22 يناير 1910: اكتمال بناء برج شركة متروبوليتان للتأمين على الحياة الذي طوله 700 قدم

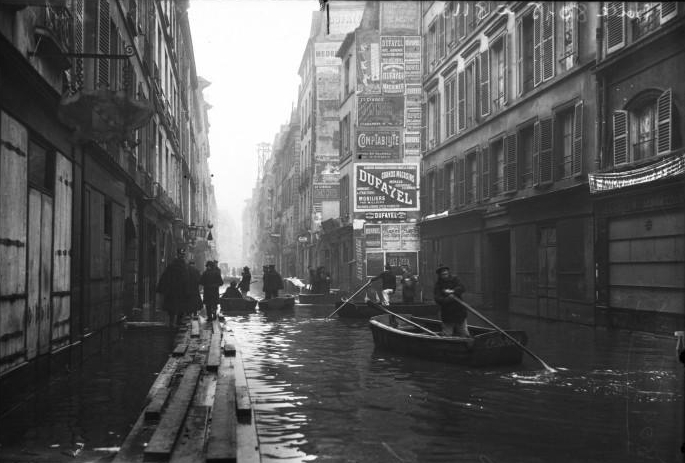
21 يناير 1910: مياه نهر السين تغمر ضفافها في باريس

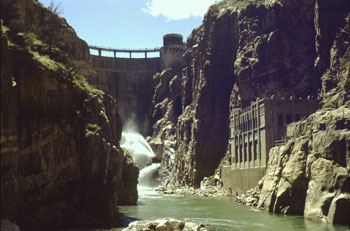
15 يناير 1910:اكتمال بناء سد نهر شوشون، الأطول عالميا في ذاك الوقت.

يناير – فبراير – مارس – أبريل – مايو – يونيو – يوليو  – أغسطس – سبتمبر  – أكتوبر  – نوفمبر – ديسمبر
الأحداث التالية جرت في يناير 1910.

## 1 يناير 1910 (السبت)
- روسيا توسع من حدودها البحرية إلى 12 ميل.[1]
- نفذت شركات السكك الحديدية الأميركية في الجنوب بالاتفاق مع اتحاد العمال -رجال القطارات الأخوة في سكك الحديد- الحصة المتفق عليها في عدم توظيف المزيد من الأميركيين الأفارقة والتي تنص على " لن يوظف الزنوج سائقي للقطارات أو عمال في أي قسم أو ساحة بنسبة مئوية أكبر مما كان معمول به في 1 يناير 1910.[2]
- افتتح الرئيس الاميركي ويليام تافت السنة الجديدة بدعوة مواطنين خاصين من الجمهور العام لزيارته في البيت الأبيض. وقد صافح الرئيس 5575 شخص.[3]

## 3 يناير 1910 (الإثنين)
- بدأ العمل في أول فصول التعليم المتوسط (الإعدادي) بالولايات المتحدة، حيث ظهر البرنامج الجديد في بيركلي، كاليفورنيا لطلبة الصف السابع والثامن والتاسع في ثانويتي مكينلي وواشنطن. وكان صاحب فكرة «مدرسة ثانوية تمهيدية» هو المعلم فرانك فورست بنكر.[4]
- أصدرت محكمة فدرالية في بافالو حكم قضائي أولى لصالح الأخوان رايت ضد منافسهم جلين كورتيز بمنعه من التحليق بالطائرات لأجل الربح حيث انتهكت براءة اختراع رايت[5]، ورفع الأخوان رايت دعوى قضائية في اليوم التالي ضد لويس بولهان. وقد استأنف كورتيز معترضا ودفع كفالة 10,000 دولار للإبقاء على القضية.[6]
- أعلنت شركة جي بي مورجان في اطار اتفاق اندماج بنصف مليار دولار عن استحواذها لشركتي تأمين.[7] وفي اليوم نفسه، تباحث الرئيس تافت في البيت الأبيض مع رؤساء سكك الحديد الأمريكية الرئيسية حيث فشلت محاولة اقناعه بإلغاء الدعاوى القضائية لمكافحة الاحتكار ضد شركات سكك الحديد.[8]
- مواليد: يوسف صديق أحد أعضاء مجلس قيادة الثورة المصرية.

## 4 يناير 1910 (الثلاثاء)
- مقتل الطيار الفرنسي ليون دي لاجرانج خلال عرض جوى أقيم في بوردو. حيث انكسرت أجنحة طائرته أحادية السطح عند محاولته الاستدارة، وهوى من على ارتفاع 65 قدما فمات من فوره. وكان لاجرانج قد سجل رقما قياسيا في سرعة الطيران في الخميس الماضي.[9]
- وفي ذات اليوم، نجا رائد الطيران البرتو سانتوس دومون من الموت عندما فقدت طائرته جناحا من على ارتفاع 100 قدم، وقد وقع على أسلاك هوائية مما نجا من الارتطام على الأرض. فامتنع من الطيران مرة أخرى.[10]
- مذبحة جرت للقوات الفرنسية بقيادة الكابتن فيغينتشه [الفرنسية] في معركة مع قوات سلطان دودمورا بدارفور في السودان.[11]

## 5 يناير 1910 (الأربعاء)
وفيات: ليون وولراس عن 75 عاما، وهو اقتصادي فرنسي ومؤسس نظرية التوازن الاقتصادي العام.

## 6 يناير 1910 (الخميس)
- ثورة شعب آبي في مستعمرة ساحل العاج غرب أفريقيا الفرنسية، حيث تمردوا ضد إدارة الحاكم الفرنسي غابرييل انجول فانت فهاجموا محطات القطارات وقطعوا 25 نقطة منفصلة لخطوط الحديد. فأمر الحاكم العام وليام ميرلود بونتي بتوجيه قوة قوامها 1400 جندي لقمع التمرد بوحشية.[12]

## 8 يناير 1910 (السبت)
- بوتان تصبح محمية تابعة للإمبراطورية البريطانية بعد توقيعها معاهدة بوناخا. المعاهدة التي نفذها كلا من الملك يوجين وانغشوك وممثل الحكومة البريطانية تشارلز ألفريد بيل قد ابقت مملكة هيملايا منفصلة عن الهند البريطانية[13]

## 9 يناير 1910 (الأحد)
- اندلاع أعمال الشغب في محمية بخارى التابعة لروسيا، عندما أهان طلبة سنة مجموعة شيعية كانوا في مراسم عاشوراء. وقد أرسلت القوات الروسية للحفاظ على الأمن. بعد عدة اعتراضات وتدخلات أضحت بخارى في نهاية المطاف جزءا من الاتحاد السوفياتي، وهي الآن جزء من أوزبكستان.[14]